# محمد رياض الخفاجي
محمد رياض جاسم الخفاجي مجدف عراقي، (مواليد 20 فبراير 1994). احتل المرتبة 21 في في التجديف الفردي للرجال في دورة الألعاب الأولمبية الصيفية 2016.شارك بعدها في كأس العالم للتجديف 2018 و في عام 2020 شارك في سباق القوارب الألعاب الأولمبية الصيفية 2020

## المشاركات
شارك في:
- التجديف في الألعاب الأولمبية الصيفية 2016.[4]
- كأس العالم للتجديف  2018 I
- سباق القوارب الألعاب الأولمبية الصيفية 2020[5][6]